# Johnson City (Teksas)
Johnson City je grad u američkoj saveznoj državi Teksas. Prema popisu stanovništva iz 2010. u njemu je živjelo 1.656 stanovnika.